# Partido Derechista Alemán
El Partido Derechista Alemán (en alemán: Deutsche Rechtspartei, DRP) fue un partido político alemán que surgió en la zona de ocupación británica. Fue también conocido como el Deutsche Konservative Partei - Deutsche Rechtspartei (DKP-DRP), ya que el partido utilizó ambos nombres, variando la denominación utilizada según los diferentes estados federados.

## Historia
El partido fue formado en junio de 1946 tras la fusión de tres partidos más pequeños: el Deutsche Konservative Partei, el Deutsche Aufbaupartei y el Deutsche Bauern-und Landvolk Partei.
Originalmente concebido como una continuación del Partido Nacional del Pueblo Alemán, pronto atrajo a un número de antiguos nazis y su programa cambió hacia una ideología más neonazi, mientras que muchos miembros más moderados del partido acabaron abandonándolo y uniéndose al Partido Alemán (DP). En las elecciones federales de 1949, el partido obtuvo cinco escaños.
A pesar de este éxito, el DRP se debilitó el mismo año en que el Partido Socialista del Reich (SRP) se formó y una parte de sus miembros apoyaron a Otto Ernst Remer y Gerhard Krüger, uniéndose al SRP, más abiertamente neonazi. De hecho, el partido perdió a dos de sus diputados en el Bundestag, los cuales se unieron al SRP. Sin embargo ganaron un diputado cuando el partido Wirtschaftliche Aufbau-Vereinigung, se desintegró a principios de 1950 y uno de sus representantes se les unió. El DRP comenzó a trabajar en estrecha colaboración con una serie de grupos políticos minoritarios de extrema derecha, como los "Demócratas Nacionales". Entre 1950 y 1951, los diputados del DRP apoyaron a Fritz Rössler, quien intentó que el partido se fusionara con estos grupos con el fin de formar una agrupación mayor, lo que dio lugar a la creación del Deutsche Reichspartei (DRP).
Aunque el partido estaba oficialmente disuelto, un informe sobre el mismo fue emitido por el Tribunal Constitucional Federal de Alemania en el contexto de la prohibición del SRP, en 1952. El informe afirma que el partido había tratado activamente de organizar a los miembros de los grupos de extrema derecha, a pesar de que ninguna acción fue tomada contra el partido durante su existencia. Los pocos miembros del DRP que no se unieron al Deutsche Reichspartei, continuaron como "Derecha Nacional" (Nationale Rechte) y finalmente se unieron al Partido Democrático Liberal (FDP) en 1954.

## Resultados electorales
| Año  | # de votos por lista | % de votos por lista | # de escaños obtenidos | Gobierno  |
| ---- | -------------------- | -------------------- | ---------------------- | --------- |
| 1949 | 429.031 (#9)         | 1,81                 | 5/402                  | Oposición |